# De contemptu mundi

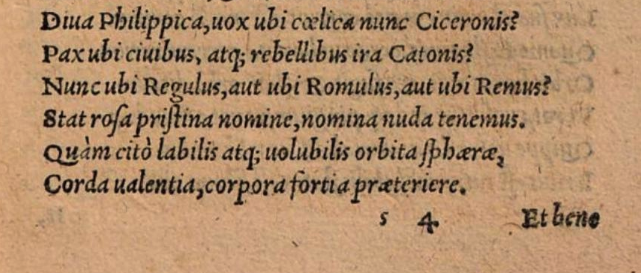
Un fragmento de la primera versión impresa (1557) del poema De contemptu mundi que muestra el verso utilizado en el párrafo final de El nombre de la rosa de Umberto Eco.

De contemptu mundi o Sobre el desprecio por el mundo (hacia 1144) es la obra más conocida del monje benedictino Bernardo de Morlaix o de Cluny, que vivió en el siglo XII. La obra fue tan influyente y famosa que pasó a formar parte del canon de los Auctores octo morales (los "Ocho autores morales"), textos centrales de la pedagogía cristiana medieval, y dio lugar el tópico literario del mismo nombre: de contemptu mundi o menosprecio del mundo y de la vida terrena, que no son otra cosa que un valle de lágrimas y pecado. Dio lugar a una obra del mismo título compuesta hacia 1194-1195 por el papa Inocencio III: De contemptu mundi sive De miseria humanae conditionis, de tema parecido e igualmente ascético.

## Estructura externa y género
Se trata de un poema en latín dedicado al abad de Cluny Pedro el Venerable y dividido en tres libros, con un total de unos tres mil versos en difíciles hexámetros holodactílicos (formados solo con pies dáctilos) rimados en pareado y con mucha rima interna:

Hora novissima, tempora pessima sunt; vigilemus

ecce, minaciter inminet arbiter ille supremus.

Imminet, imminet, ut mala terminet, aequa coronet,

recta remuneret, ansia liberet, aethera donet.

Estos son los últimos tiempos, el peor de los momentos: mirad.

Hete aquí al fin la temida llegada del Juez Supremo.

Llega, llega para acabar con el mal, coronar al justo,

recompensar al honesto, liberar al atormentado y otorgar los cielos.

Satiriza y condena agriamente en nombre del ascetismo los pecados de clérigos, monjes, monjas y seglares que el autor observó en el mundo que lo rodeaba. No perdona a nadie: sacerdotes, monjas, obispos, monjes e incluso la propia Roma son flagelados sin piedad por sus defectos.

## Contenido e interpretación
Su tema principal es ascético: una explanación del tópico del Ubi sunt?: la naturaleza transitoria de las alegrías seculares y materiales y la permanencia trascendente de la vida espiritual, pero también contiene una gran parte de sátira agria en cuanto que condena los vicios y pecados de su tiempo como un cristiano Juvenal. Comienza con la descripción del Juicio final, evoca la Jerusalén celestial y el Infierno y critica los valores falsos y los pecados que todos, tanto eclesiásticos como seglares, cometen en este Mundo. 
Este desdén por el mundo material es característico del neoplatonismo, una escuela filosófica que atribuye la realidad solo al mundo de las ideas. Al denunciar la naturaleza transitoria de la vida terrenal, Bernardo sostuvo que la satisfacción del hombre solo se podía encontrar en la existencia espiritual del próximo mundo, al que se podía llegar más directamente mediante un ascetismo riguroso. Con una mordaz sátira, también censuró la decadencia moral de la iglesia occidental. Su vívida descripción apocalíptica del cielo y del infierno, inspirada en los dos últimos capítulos del libro de la Revelación, pudo haber influido en La Divina Comedia de Dante Alighieri.
Se hicieron célebres unos versos de este poema que inspiraron el título a la famosa novela de Umberto Eco El nombre de la rosa (1980): «Nunc ubi Regulus aut ubi Romulus aut ubi Remus? / Stat Roma pristina nomine, nomina nuda tenemus» («¿Dónde está ahora Régulo y do Rómulo y do Remo? La Roma original ya no existe sino por su nombre, / y nada conservamos de ella sino nombres solamente»).
Esta frase ha sido retomada y modificada en efecto por Umberto Eco en la célebre frase final de su novela, difícil de comprender sin el contexto creado por Bernard de Cluny, donde se sustituye Roma por rosa «Stat rosa pristina nomine, nomina nuda tenemus»: «La rosa original no existe ya sino por su nombre, y no conservamos de ella más que nombres solamente», o incluso «Es por su nombre que permanece la rosa de antaño: no conservamos de ella más que nombres vacuos». La sintaxis está transpuesta de Virgilio, Eneida, XII, 407.

## Ediciones
Se encuentra en un manuscrito del siglo XIII en la Biblioteca Bodleiana de Oxford. A causa de su profunda crítica de la religiosidad medieval, fue usado como arma contra el Papa en la Reforma. La imprimió por vez primera el luterano Matthias Flacius o Matías el Flaco en sus Varia poemata de corrupto ecclesiae statu (Basilea, 1557) como ejemplo de la corrupción que para el protestantismo invadía la Iglesia católica, profundamente arraigada en la sociedad medieval, y fue reimpreso a menudo por otros protestantes en el curso de los siglos XVII y XVIII.